# Brest (Francie)
Brest ( [bʁɛst]IPA) je město na severozápadě Francie v departmentu Finistère v regionu Bretaň. Je to nejzápadněji položené velké francouzské město. Leží na pobřeží Atlantského oceánu u ústí řeky Penfeld do zátoky Rade de Brest. Jedná se o významný přístav a slouží i jako námořní základna. Počet obyvatel k roku 2012 činí něco okolo 140 tisíc.

## Historie
Město je známo až od roku 1240, kdy je získal bretaňský vévoda Jan I. Od roku 1342 do roku 1397 bylo v anglickém držení. Jeho výjimečnosti ve středověku dopomohlo i rčení: „Kdo není pánem Brestu, není bretaňským vévodou“. Nakonec díky svatbě Františka I. Francouzského s Klaudií Francouzskou, dcerou Anny Bretaňské, se Brest dostal do francouzského držení. Jeho pozdějšímu rozkvětu dopomohl kardinál Richelieu, který roku 1631 nechal postavit dřevěné hradby. Brest se stal střediskem francouzského loďstva. Později Jean-Baptiste Colbert, ministr financí na dvoře krále Ludvíka XIV., nechal posílit opevnění kamennými hradbami. Další úpravy pokračovaly hlavně během druhé poloviny 17. století pod vedením maršála Vaubana.
Při devítileté válce se roku 1694 John Berkley pokusil Brest dobýt se svým loďstvem, ale marně.
Za první světové války byl Brest v letech 1917–1918 důležitým zásobovacím přístavem amerických vojsk v Evropě.
V roce 1918 zde přistál americký prezident Woodrow Wilson při své cestě do Evropy na mírovou konferenci, která měla za úkol poválečné vyrovnání v Evropě po první světové válce.
Dne 1. srpna 1785 z něj vyplul francouzský objevitel a cestovatel Jean-Francois de La Pérouse na cestu do tichomoří.

## Ponorková základna
Během druhé světové války město Brest ovládali nacisté a proměnili jej ve velkou základnu ponorek německého námořnictva (Kriegsmarine). Při bitvě o Normandii srovnalo město se zemí bombardování (zůstaly stát jen asi tři budovy). Po válce muselo poražené Německo zaplatit několik miliard dolarů na obnovu města. Tyto pozůstatky německých ponorkových základen lze ve městě vidět, jelikož zbourání těchto opevnění by bylo finančně náročné. Další významnými ponorkovými základnami na území dnešní Francie byla města Saint-Nazaire, Lorient, Bordeaux a La Rochelle.

## Turistické atrakce
Museum de la Tour Tanguy uschovává kolekci dioramat, která ukazují Brest po 2. světové válce. Námořní muzeum zase obsahuje expozice ukazující námořní tradici města.
Město neskýtá mnoho architektonických památek, protože, jak již bylo zmíněno, po bombardování zde prakticky nezůstal kámen na kameni. Jedinou významnější památkou je zámek a věž Tanguy.

## Partnerská města
- Cádiz, Španělsko (1986)
- Constanţa, Rumunsko (1993)
- Denver, Colorado, USA (1956)
- Dún Laoghaire, Irsko (1984)
- Kiel, Německo (1964)
- Plymouth, Velká Británie (1963)
- Saponé, Burkina Faso (1989)
- Taranto, Itálie (1964)
- Jokosuka, Japonsko (1970)